# Diphlebia lestoides
Diphlebia lestoides – gatunek ważki równoskrzydłej z rodziny Lestoideidae.
Samiec ma skrzydła z lub bez białej przepaski poprzecznej i ciemnym wierzchołkiem, a odwłok o terga IV–VI w większości niebieskich lub szarych, a dziesiątym głównie niebieskim. Odwłok samic ma jednakowej szerokości linię środkową na terga II–VII, a segment dziesiąty jest całkiem czarny. Larwy mają skrzelotchawki długości ⅓ ciała, nasadową krawędź prementum gładką, a ligulę krótką i zaokrągloną na dystalnym brzegu. Ich ciało dochodzi do 21 mm.
Gatunek zasiedla strumienie i rzeki wschodniej i południowo-wschodniej Australii.